# Citigroup központ (London)
A Citigroup Központ egy épületkomplexum Londonban. Itt található a Citigroup EMEA (Európa, Közép-Kelet és Afrika) regionális központja, Canary Wharfon, Docklands körzetben.
A központ 170.000 négyzetméter iroda-területet biztosít a két összekapcsolt épületben, nevezetesen a Canada Square 33 (CGC1) és a Canada Square 25 (CGC2) toronyban. 
A két épület együttesen alkotja a Citigroup komplexumot.
Canada Square 33, vagy más néven a Citigroup 1-es torony a kisebb épület, melyet Norman Foster építész tervezett. 1999-ben fejezték be az építését, pontosan 2 évvel a második torony befejezése előtt. A 105 m magas irodaház 18 emeletes és mindegyik emeletet egy folyosó révén összekapcsolták a másik irodaház azonos emeletével. Az épület a Citigroup tulajdona, és még a Jubilee line vonalának meghosszabbítása előtt készült el 1999-ben.
A Canada Square 25, másik nevén a Citigroup 2-es torony 200 m magas, ugyanakkora, mint a HSBC épülete (a két tornyot párhuzamosan, egy időben építették), és megosztva birtokolja jelenleg „az Egyesült Királyság második legmagasabb épülete” címet a HSBC-vel (első a One Canada Square torony). 
A felhőkarcolót César Pelli & Associates vállalat tervezte,  a 45 emeletes torony építése 1998-ban kezdődött és 2001-ben fejeződött be. Már a kezdettől fogva a Citigroup lízingelte. Az épületet később megvásárolta a Royal Bank of Scotland (RBS) 2004-ben, a Canada Square 5 toronnyal együtt (ezt a Bank of America lízingeli) 1,12 milliárd dollár áron.
Ezek után, 2007 július 2-án a CGC2-t megvásárolta a Quinlan Private és Proplinvest egyesült vállalkozás 1 milliárd angol font, vagyis 2 milliárd dollár áron. A Citigroup évi 46,5 millió font lízingdíjat fizet az épületért, ezzel 4,6% hozamot termelve a tulajdonosnak.
Az épületet két főbejáratán (Canada Square és Upper Bank Street) kívül föld alatti folyosóval kapcsolták össze a Canada Place bevásárlóközponttal, valamint a Jubilee line vonalán kialakított Canary Wharf metróállomással. A központ közel van a Canary Wharf és Heron Quay DLR állomásokhoz is, melyek elérhetővé teszik az üzleti utasoknak a London-City repülőteret és a kerület környező részeit.

## Fordítás
- Ez a szócikk részben vagy egészben  a   Citigroup Centre, London című angol nyelvű Wikipédia-szócikk fordításán alapul.  Az eredeti cikk szerkesztőit annak laptörténete sorolja fel. Ez a jelzés csupán a megfogalmazás eredetét és a szerzői jogokat jelzi, nem szolgál a cikkben szereplő információk forrásmegjelöléseként.